# Galeotto III Pico della Mirandola
Galeotto III Pico ou, na sua forma mais completa, Galeotto III Pico della Mirandola (em italiano:  Galeotto III Pico della Mirandola; Mirandola, …  - …, 1592) foi um condottiero italiano, membro da família Pico, Conde de Mirandola e Concordia. 

## Biografia
Galeotto era o filho mais velho de Ludovico II Pico, Conde de Mirandola e Concordia, e de Fúlvia da Correggio. Sucedeu ao seu pai no governo dos Condados, mas sob tutela da sua mãe e dos tios e, com o apoio do rei Carlos IX de França, que o nomeou capitão, Gentilhomme de la Chambre e cavaleiro da Ordem de São Miguel. Por motivos de saúde, abdicou cedendo o governo dos seus feudos a seu irmão Frederico II em 1590, vindo a falecer em 1592 após se ter tornado cavaleiro da Ordem de Malta.